# Santa Fe Springs
Santa Fe Springs város az USA Kalifornia államában, Los Angeles megyében. Lakosainak száma 19 219 fő (2020. április 1.).

## Népesség
A település népességének változása:
| Lakosok száma | 14 520 | 15 520 | 17 438 | 16 223 | 19 219 |
|               | 1980   | 1990   | 2000   | 2010   | 2020   |